# Silivri
Silivri sau Silivria (Selymbria) este un oraș și district din provincia Istanbul a Turciei, aflat pe țărmul Mării Marmara, în exteriorul zonei metropolitane Istanbul. Aici se află mai multe case de vacanță ale locuitorilor înstăriți ai Istanbulului. Cel mai mare oraș al districtului este numit, de asemenea, Silivri. Primarul localității este Özcan Ișıklar (CHP).
Silivri este mărginit la est de Büyükçekmece, la nord de Çatalca, la vest de Çorlu și Marmara Ereğli (ambele districte din provincia Tekirdağ), la nord-vest de Çerkezköy (din provincia Tekirdağ) și la sud de Marea Marmara. El are o suprafață de 760760 km2 (290 mi2), fiind cel de-al doilea district ca mărime al provinciei Istanbul, după Çatalca. Reședința districtului este orașul Silivri.
Districtul este format din 8 orașe și 18 sate, iar populația sa este de 155.923 de locuitori (potrivit recensământului din 2013t). Orașul Silivri are o populație de 75.702 locuitori, în timp ce restul populației districtului se află în orașele și satele enumerate mai jos.
Înființat în 2008, cel mai mare complex penitenciar din Europa este situat la 9 km (5,6 mi) vest de Silivri.

## Istoric

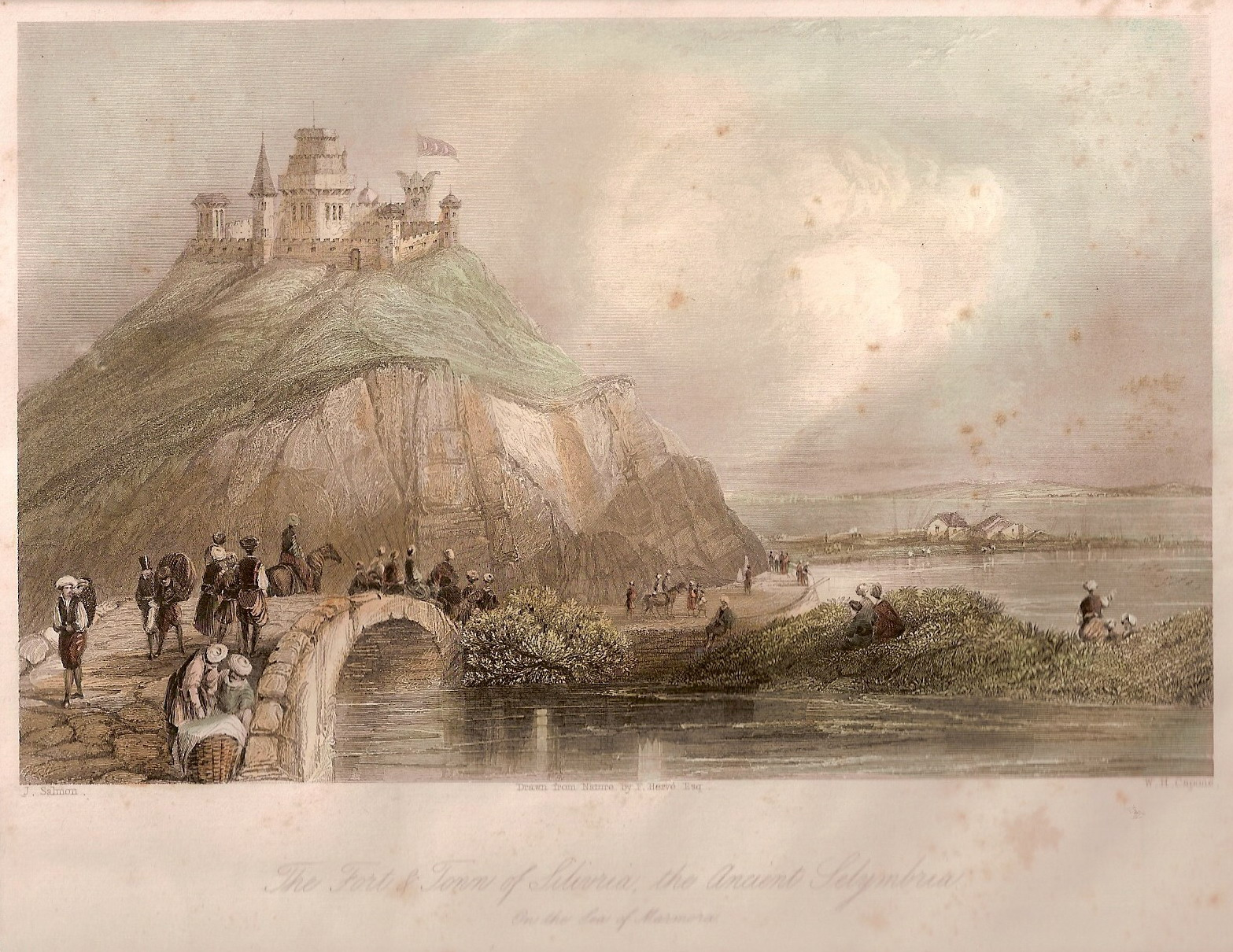
Fortul și orașul Silivria, vechea Selymbria, la Marea Marmara – desen realizat de F. Hervé, Esq. (aprox. 1832), aflat în proprietatea lui Gürhan Altan din Istanbul

Silivri, vechiul oraș grecesc Selymbria sau Selybria (în greacă Σηλυ(μ)βρία), a avut o importanță istorică datorată portului său natural și a poziției sale pe traseul marilor drumuri comerciale. A fost inițial o colonie a Megarei fondată pe un deal abrupt înalt de 56 m, la est de golf, dar săpăturile arheologice au evidențiat că a existat anterior o așezare tracă pe locul unde a fost fondată colonia greacă.
Potrivit lui Strabo, numele orașului este o combinație între numele fondatorului mitic al orașului, Selus, și cuvântul trac despre care Strabo credea că era folosit ca echivalent al grecescului polis, „bria”. Aceasta, totuși, nu era un echivalent al grecescului polis și avea un alt sens.
Silivri este locul de nașere al medicului Herodicos și a fost un aliat al atenienilor în anul 351 î.Hr. Până în a doua jumătate a secolului al II-lea î.Hr. orașul și-a putut păstra autonomia, dar, după ce vecinii săi, Byzantium și Perinthos, au devenit mai puternici, orașul a căzut sub stăpânirea lor în secolele următoare. Așezarea s-a micșorat până la nivel unui sat în timpul stăpânirii sale de către Imperiul Roman. La începutul secolul al V-lea, orașul a fost redenumit oficial Eudoxiopolis (Εὐδοξιόπολις) în limba greacă, în timpul domniei împăratului bizantin Arcadius (377-408), după soția lui Aelia Eudoxia, dar acest nume a fost păstrat o perioadă scurtă. În anul 805 AD hanul bulgar Krum a jefuit orașul. În secolul al IX-lea împăratul bizantin Mihail al III-lea a construit o cetate pe vârful dealului, ale cărei ruine mai există și astăzi, în epoca în care Imperiul Bizantin a fost atacat de corsarii sarazini și de ruși. Odată cu cea de-a Patra Cruciadă și cu căderea Constantinopolului sub stăpânirea Imperiului Latin în 1204, cetatea a fost stăpânită pe rând de Imperiul Latin, de bulgari, din nou de latini și în cele din urmă a fost recucerită de statul bizantin succesor Imperiul de la Niceea în anul 1247, care a reușit în cele din urmă să recucerească Constantinopolul și să restabilească imperiul în 1261.
În 1346 otomanii au devenit un aliat al pretendentului la tron Ioan al VI-lea Cantacuzino (1292-1383) și l-au ajutat împotriva rivalului său, Ioan al V-lea Paleologul (1332-1391). În același an, sultanul Orhan I s-a căsătorit la Selymbria cu Theodora, fiica lui Ioan al VI-lea.
În anul 1399 Selymbria a căzut în stăpânirea otomanilor, care au reușit astfel încercuirea completă a Constantinopolului. Mulți observatori contemporani credeau că ocuparea capitalei bizantine de către otomani era doar o chestiune de timp. Cu toate acestea, după înfrângerea dezastruoasă în fața oștilor hanului Timur, otomanii au returnat bizantinilor Selymbria și multe alte posesiuni în 1403. Orașul a fost uneori atacat de otomani în anii ulteriori, dar nu a fost capturat.
În timpul luptelor care au dus la căderea Constantinopolului în 1453, Silivri, împreună cu Epivat, a rezistat atacurilor otomane și s-a predat numai după ce capitala bizantină a fost ocupată. Selymbria s-a extins dincolo de ziduri abia în timpul epocii otomane deoarece locuitorii nemusulmani precum grecii, armenii și evreii locuiau în interiorul zidurilor orașului, în timp ce turcii și-au construit casele în afara zidurilor, pe țărmul mării. În timp ce nemusulmanii se ocupau mai ales cu cultivarea strugurilor, cu vinificația și cu producerea mătăsii, turcii își câștigau existența cu pescuitul și cu producerea iaurtului. Orașul a rămas o stațiune de vară în timpul epocii otomane, la fel cum fusese în epoca bizantină.

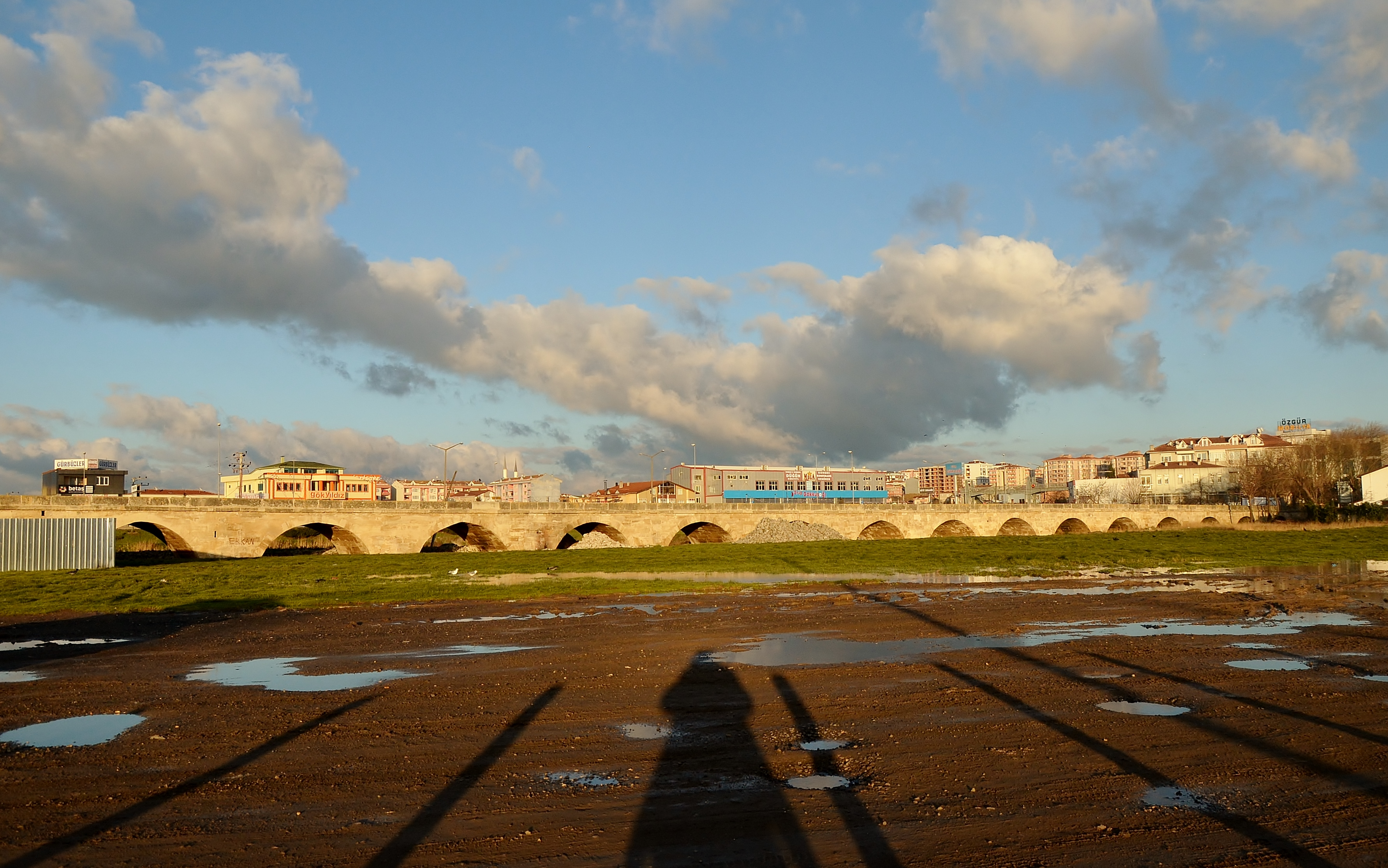
Podul Mimar Sinan din Silivri.

La ordinul sultanului Suleiman Magnificul, arhitectul Mimar Sinan a construit în 1562 un pod de piatră cu 33 de arcuri la vest de Silivri. Podul istoric, numit „Uzunköprü” („Podul Lung”), este astăzi încă în uz, dar cu toate acestea un arc nu este vizibil din cauza depunerii de sedimente.
Înaintea Primului Război Mondial, câțiva evrei silivrieni au emigrat în orașul Camagüey din Cuba. Rușii au ocupat Silivri pe 5 februarie 1878, timp de o lună până pe 3 martie 1878. Bulgarii au ocupat orașul pe 16 noiembrie 1912 pentru o perioadă de nouă luni, până la 30 mai 1913. Potrivit recensământului populației din Imperiul Otoman, care a avut loc în anul 1914, kaza Silivri avea o populație de 16.470 de locuitori, formată din 10.302 greci, 3.759 musulmani, 1.427 evrei, 781 armeni, 103 bulgari și 98 de romi.
În timpul războiului, mulți evrei sefarzi ai orașului au plecat pe măsură ce condițiile de trai s-au înrăutățit din cauza războiului. Mulți dintre acești evrei turci au emigrat în Statele Unite ale Americii și s-au stabilit în principal la New York și Seattle. Ceilalți au emigrat în Palestina, Franța și America de Sud.
Potrivit Tratatului de la Sèvres, Silivri a devenit o parte componentă a Greciei pe 20 iulie 1920. Cu toate acestea, italienii au luat orașul în stăpânire după retragerea trupele grecești pe 22 octombrie 1922, în conformitate cu Armistițiul de la Mudanya. În cele din urmă, forțele turcești au intrat în Silivri pe 1 noiembrie 1922. Orașul a făcut parte din provincia Çatalca între anii 1923-1926 și a fost inclus în provincia Istanbul în anul 1926. El s-a extins prin înglobarea satului Gümüșyaka (anterior Eski Ereğli) din districtul Çorlu.

## Orașele și satele din districtul Silivri
Orașe
8
(populația totală de 41.669 de locuitori)
- Büyük Çavușlu,
- Celaliye-Kamiloba,
- Çanta,
- Değirmenköy,
- Gümüșyaka,
- Kavaklı,
- Ortaköy,
- Selimpașa.

Sate
(populația totală de 21.956 de locuitori)
- Akören,
- Alipașa,
- Bekirli,
- Beyciler,
- Büyükkılıçlı,
- Büyük Sinekli,
- Çayırdere,
- Çeltik,
- Danamandıra,
- Fener,
- Gazitepe,
- Kadıköy,
- Kurfallı,
- Küçükkılıçlı,
- Küçük Sinekli,
- Sayalar,
- Seymen,
- Uyumkent,
- Yolçatı.

## Personalități
- Müjdat Gürsu (1971-1994), fotbalist profesionist la Samsunspor care a murit într-un accident de circulație
- Herodicus (secolul al V-lea î.Hr.), medic grec
- Oğuz Aral (1936-2004), renumit caricaturist politic
- Sfântul Ierarh Nectarie din Eghina (1846-1920), sfânt al Bisericii Ortodoxe
- Mihri Belli (1916-2011), lider comunist
- Uğur Dündar, jurnalist, comentator politic și scriitor
- Abdullah Turhan (1933), caricaturist
- Yorgo Bacanos (1900-1977), compozitor și cântăreț instrumental de muzică clasică otomană
- Eleftherios Stavridis (1893-1966), fost secretar general al Partidului Comunist din Grecia, care a devenit un militant anticomunist.
- Ruben Sevak (1885-1915), poet armean

## Orașe înfrățite
Silivri s-a înfrățit cu următoarele unități administrative:
- Aitos, Bulgaria
- Câmpina, România
- Constanța, România
- Kărdjali, Bulgaria
- Niasvij, Belarus
- Stari Grad (Sarajevo), Bosnia și Herțegovina
- Velingrad, Bulgaria

## Legături externe
- Silivri's New Portal